# Lutícios
Lutícios (em latim: luticii) eram uma federação de tribos eslavas ocidentais polábios, que entre os séculos X e XII viveram no que hoje é o nordeste da Alemanha. Quatro tribos compunham o núcleo da federação: os redários, os circipanos, os kessinianos e os tolensianos. Pelo menos em parte, os lutícios eram uma continuação dos veletos. Ao contrário dos primeiros e dos povos vizinhos, os lutícios não eram liderados por um monarca ou duque cristão; em vez disso, o poder era afirmado por meio de consenso formado em assembleias centrais das elites sociais e os lutícios adoravam a natureza e diversas divindades. O centro político e religioso era Radgosc (também conhecido por vários outros nomes, por exemplo, Riedegost ou Rethra).
Os lutícios foram registrados pela primeira vez em fontes escritas no contexto da revolta eslava de 983, pela qual aniquilaram o domínio do Sacro Império Romano-Germânico em Billung e nas Marcas do Norte. As hostilidades continuaram até 997. Depois disso, as tensões com o império diminuíram e, em 1003, os lutícios fizeram uma aliança com o imperador contra o duque Boleslau I da Polônia. Entretanto, em 1033 a aliança se desfez, e uma guerra germano-luciana eclodiu, durando até 1035, quando os lutícios se tornaram tributários do império novamente, mas mantiveram sua independência. Uma guerra civil entre as tribos principais deu início ao declínio dos lutícios em 1056/57. Os vizinhos obodritas intervieram e subjugaram a facção do noroeste.
Em 1066, os lutícios conseguiram incitar uma revolta contra as elites obodritas, durante a qual João, o bispo de Meclemburgo, foi capturado e sacrificado em Radgosc. Como consequência, o bispo de Halberstadt e o imperador saquearam e destruíram Radgosc em campanhas subsequentes, e seu papel como principal local de culto pagão foi assumido pelo templo Swantewit em Arkona. Outra guerra civil na década de 1070 levou a um declínio ainda maior da federação lutícia, que não conseguiu resistir às conquistas e saques de seus vizinhos nas décadas seguintes.
Durante a primeira metade do século XII, a área de assentamento dos lutícios foi dividida entre os principados obodritas, o posterior Ducado de Meclemburgo (oeste), a reconstituída Marca do Norte, que se tornou a Marca de Brandemburgo (sul), e o Ducado da Pomerânia (leste). Os lutícios foram convertidos ao cristianismo e, no século XIII, foram assimilados pelos colonos alemães e se tornaram parte do povo alemão durante a Ostsiedlung.

## Origens
Pelo menos em parte, os lutícios eram uma continuação dos veletos, que são referidos por fontes do final do século VIII e primeira metade do IX como tendo habitado a mesma região e, de acordo com o Geógrafo Bávaro, estavam igualmente organizados em quatro tribos (regiones). Ainda não foi provado se os lutícios eram etnicamente idênticos aos veletos. Crônicas contemporâneas às vezes conectam os lutícios aos veletos.
Na segunda metade do século IX, os veletos desapareceram dos registros escritos. As tribos lutícias aparecem pela primeira vez em registros escritos após essa lacuna: os redários foram mencionados pela primeira vez em 928 por Viduquindo de Corvey, que os listou no contexto das tribos eslavas subjugadas por Henrique I. Aliás, esta lista também contém a primeira menção dos veletos após a lacuna mencionada anteriormente e os redários são listados como uma entidade separada dos veletos. Em 955, os tolensianos e circipanianos são mencionados pela primeira vez nos anais de St. Gallen, assim como os veletos, no contexto da Batalha de Recknitz (Raxa).
Esta colistagem de veletos com redários, tolensianos e/ou circipanianos não foi, no entanto, repetida em registros subsequentes, por exemplo, os documentos otonianos não mencionam os veletos de forma alguma, enquanto repetidamente fazem referência a redários, tolensianos, circipanianos e outras tribos na respectiva área. Além disso, há apenas muito poucas menções aos veletos em fontes do século X: além dos registros mencionados anteriormente, os veletos são referenciados apenas nos anais de St. Gallen em 995 e nos anais de Quedlinburg em 995 e 997.
Segundo Fritze (1982), isso reflete a nomenclatura incerta após o declínio dos veletos, pelo menos como entidade política, em meados do século IX. Uma variante da designação "lutício" foi registrada pela primeira vez nos anais de Hildesheim em 991 e, começando na Saxônia oriental, esse nome foi gradualmente adotado por outros cronistas.  A primeira menção aos kessinianos é uma entrada na Gesta Hammaburgensis ecclesiae pontificum de Adão von Brema, referindo-se ao ano de 1056.